# La Première Tentation du Christ
Ne doit pas être confondu avec La Dernière Tentation du Christ (film).
Pour plus de détails, voir Fiche technique et Distribution.
La Première Tentation du Christ (A Primeira Tentação de Cristo) est une comédie brésilienne du réalisateur Rodrigo Van Der Put, en partenariat avec le Groupe Porta dos Fundos et la société Netflix,.
Le film a été présenté en première sur la plate-forme vidéo Netflix le 3 décembre 2019.

## Synopsis
De retour d'un voyage dans le désert de 40 jours, Jésus est surpris par une fête organisée pour célébrer son 30e anniversaire. Au cours de l'anniversaire, Marie et Joseph, les parents de Jésus, font une révélation: il a été adopté par Joseph et son vrai père est Dieu. Cependant, la célébration est sur le point d'être gâchée par Orlando, un jeune homme, qui est venu avec Jésus et fait des remarques scandaleuses.

## Fiche technique
- Titre : La Première Tentation du Christ
- Titre original : A Primeira Tentação de Cristo
- Réalisation : Rodrigo Van Der Put
- Scénario : Fábio Porchat et Gustavo Martins
- Photographie : Rodrigo Graciosa
- Production : Tereza Gonzalez
- Société de production : Porta dos Fundos
- Pays :  Brésil
- Genre : Comédie
- Dates de sortie : 
  - Netflix : 3 décembre 2019

## Distribution
| Acteur                 | Personnage        |
| ---------------------- | ----------------- |
| Gregorio Duvivier      | Jésus-Christ      |
| Antonio Tabet          | Dieu              |
| Fabio Porchat          | Orlando / Lucifer |
| Robson Nunes           | Balthazar         |
| João Vicente de Castro | Melchior          |
| Estevam Nabote         | Gaspard           |
| Thati Lopes            | Thelma            |
| Karina Ramil           | Do carmo          |
| Sura Berditchevsky     | Tante Lupita      |
| Fabio de Luca          | Lazare            |
| Gabriel Totoro         | Bouddha           |
| Pedroca Monteiro       | Shiva             |
| Pedro Benevides        | Jah               |

## Réception critique
Alexis Perri du portail UOL note que « [Le film] est une production de réussites et de ratés. Certaines choses sont drôles - et bien pensées - d'autres pas tellement ou pas du tout. Heureusement, il y a plus de bons moments au cours des 46 minutes de cet épisode que d'erreurs ».
Le 8 janvier 2020, la justice brésilienne ordonne à Netflix de retirer immédiatement le film de son offre en ligne à la demande de l'association catholique Centro Don Bosco de la Fe y la Cultura, dans l'attente d'une décision de justice sur le fond de l'affaire. Cependant, le 9 janvier, la Cour suprême du Brésil a cassé cette décision par la voix de son président José Antonio Dias Toffoli : « on ne peut pas supposer qu’une satire humoristique ait la capacité d’affaiblir les valeurs de la foi chrétienne, dont l’existence remonte à plus de deux mille ans… »